# Maniac Cop 3: Badge of Silence
Maniac Cop 3: Badge of Silence é um filme americano, de 1993, do gênero terror (gênero) / policial (gênero), escrito por Larry Cohen e dirigido por William Lustig.

## Sinopse
Neste novo filme da série de sucesso Maniac Cop a história tem como cenário a cidade de Nova York, onde durante uma noite violenta, uma policial é ferida gravemente e entra em estado de coma após ter abatido seu agressor. O incidente foi gravado por um cinegrafista que ganha a vida vendendo episódios sensacionalistas para a televisão. Porém, devido a ângulos tomados de edição, a opinião pública passa a acreditar que a policial se excedeu e disparou desnecessariamente. O criminoso vira a vítima de uma policial descontrolada. Em seu socorro surge o detetive Sean McKinney (Robert Davi) que , acreditando em sua inocência parte em busca de pistas para provar a verdade. Entretanto, ele não é o único que se importa com a imagem da policial. Matt Cordell, o Maniac Cop (Robert Z'Dar) também entra em cena para vingar a colega, usando seus métodos peculiares e extremamente violentos, que na maioria das vezes se voltam contra aqueles que pretendia auxiliar. Mais forte que nunca e ajudado por forças macabras, Maniac Cop impõe a própria lei e transforma as ruas da cidade em seu campo de combate espalhando terror e morte, sendo juiz, juri e executor.

## Elenco
- Robert Davi  ...  Det. Sean McKinney
- Robert Z'Dar  ...  Matt Cordell / Maniac Cop
- Caitlin Dulany  ...  Dr. Susan Fowler
- Gretchen Becker  ...  Katie Sullivan
- Paul Gleason  ...  Hank Cooney
- Jackie Earle Haley  ...  Frank Jessup
- Julius Harris  ...  Houngan
- Grand L. Bush  ...  Willie (as Grand Bush)
- Doug Savant  ...  Dr. Peter Myerson
- Robert Forster ...  Dr. Powell
- Bobby Di Cicco  ...  Bishop
- Frank Pesce  ...  Tribble
- Lou Diaz  ...  Leon
- Brenda Varda  ...  Lindsey
- Vanessa Marquez  ...  Terry